# Gaúcha do Norte
Gaúcha do Norte es un municipio brasilero del estado de Mato Grosso. Se localiza a una latitud 13º14'32" sur y a una longitud 53º04'47" oeste, estando a la altura de la superficie del mar. Su población estimada en 2004 era de 5.309 habitantes.